# Патерно (Базиликата)
 Тази статия е за градчето в Базиликата.  За града в Сицилия вижте Патерно (Сицилия).  
Патѐрно (на италиански: Paterno, на местен диалект Patièrno, Патиерно) е малко градче и община в Южна Италия, провинция Потенца, регион Базиликата. Разположено е на 634 m надморска височина. Населението на общината е 3425 души (към 2010 г.).
Патерно е част от община Марсико Нуово до 1973 г., когато става независима община.